# ماتياس غونزاليز
ماتياس غونزاليز (بالإسبانية: Matías González)‏ (مواليد 6 أغسطس 1925) هو لاعب كرة قدم. يلعب مع منتخب الأوروغواي لكرة القدم. سبق له أن لعب في كأس العالم لكرة القدم مع منتخب بلاده.

## روابط خارجية
- ماتياس غونزاليز على موقع الاتحاد الدولي (مؤرشف)  (الإنجليزية)
- ماتياس غونزاليز على موقع قاعدة بيانات كرة القدم.إي يو (الإنجليزية)
- ماتياس غونزاليز على موقع ناشيونال فوتبول تيمز (الإنجليزية)
- ماتياس غونزاليز على موقع عالم كرة القدم.نت (الإنجليزية)